# Joseph Sanda
Joseph Sanda (* 9. Mai 1985 in Mora, Kamerun; † 7. oder 8. Dezember 2020 in Yaoundé, Kamerun) war ein kamerunischer Radrennfahrer.
Joseph Sanda gewann 2006 den Prolog und zwei Etappen der Tour de l’Est International und konnte so auch die Gesamtwertung für sich entscheiden. Im nächsten Jahr war er dort wieder auf dem sechsten Teilstück erfolgreich. Außerdem gewann er den Prolog beim Grand Prix Chantal Biya. In der Saison 2008 gewann Sanda die erste Etappe der Tour du Cameroun und konnte so auch in der Gesamtwertung den ersten Platz belegen. Im Jahr 2009 gewann er wiederum eine Etappe der Kamerun-Rundfahrt und wurde Gesamtzweiter. Außerdem gewann er eine Etappe des Grand Prix Chantal Biya.

## Erfolge
2007
- Prolog Grand Prix Chantal Biya

2008
- Gesamtwertung und eine Etappe Tour du Cameroun

2009
- eine Etappe Tour du Cameroun
- eine Etappe Grand Prix Chantal Biya